# Direktmarketing
Als Direktmarketing bzw. Direktvermarktung (auch Direct-Response-Werbung) wird innerhalb der Marktkommunikation des Marketings jede Werbemaßnahme bezeichnet, die eine direkte Ansprache des möglichen Kunden mit der Aufforderung zur Antwort enthält. Die nachfolgende Stufe im Marketing ist der Direktverkauf.

## Teilbereiche des Direktmarketings

### Direktwerbung
Bei der Direktwerbung handelt es sich um eine vereinfachte Form des Direktmarketings. Im Unterschied zur allgemeinen Massenwerbung hat die Direktwerbung allerdings eine viel höhere Zielgruppensicherheit, weil sie im Gegensatz z. B. zur Radio- oder Fernsehwerbung entweder personifiziert oder direkt zugestellt wird.

### Dialogmarketing (Direct-Response-Marketing)
Ziel des Dialogmarketings ist es, einen Empfänger als potenziellen Abnehmer zu identifizieren, so dass dieser sein Interesse an dem Unternehmen bekundet und auf die Werbebotschaft reagiert. Im Unterschied zur Direktwerbung wird im Dialogmarketing (auch Direct-Response-Werbung) die Möglichkeit, sich mit dem Unternehmen in Verbindung zu setzen, daher aktiv verstärkt (Responseverstärkung). In der Praxis wird ein Werbemittel wie ein Mailing, z. B. durch Beilagen, aufgeklebte Give-aways, durch das Angebot von Verlosungen oder Einladungen zu Veranstaltungen aufgewertet. Verstärkt werden können diese Werbebotschaften auch z. B. durch die Verwendung besonders exklusiver Papiersorten, Kartonagen oder Sonderfarben. Flankierende Maßnahmen, wie z. B. eine nachgelagerte SMS oder ein Nachfass-Mailing, werden eingesetzt, um die persönliche Ansprache zu intensivieren und die Möglichkeit einer Antwort (Response) durch einen zweiten Werbeanstoß an den Empfänger zu erhöhen.
Ein besonders häufig genutztes Instrument im Direktmarketing ist das Callcenter. Im persönlichen Telefongespräch erhält das werbende Unternehmen zusätzlich Informationen über den Kunden und seine Präferenzen. Im Dialog kann auf Kundenfragen viel besser eingegangen, argumentiert und überzeugt werden als z. B. im Simplex-Dialog eines Mailings mit Responseabschnitt zur Rücksendung. Dies zeigt sich an deutlich höheren Erfolgsquoten im Vergleich zum klassischen Mailing. Andererseits liegen die Kosten pro Kontakt mehrfach über denen eines Werbebriefes mit einfacher Ausstattung. Hochwertige Mailings kosten mitunter jedoch mehr als ein Anruf und lohnen sich daher nur bei entsprechend hochpreisigen Gütern.
Die Kenntnis über die Geschichte der Kundenbeziehung zum Unternehmen bildet einen entscheidenden Erfolgsfaktor, denn einen Stammkunden zu halten, ist schätzungsweise sieben- bis achtmal kostengünstiger, als einen neuen Kunden zu gewinnen. Dabei sind die Einsatzmöglichkeiten des Direktmarketing umfangreich:
- Verkauf von Produkten
- Kundeninformation zu Produktneuheiten
- Reaktivierung von Altkunden
- Telefonverkauf
- Terminvereinbarung für den Außendienst

### Database-Marketing
Als externe Quellen zur Vorbereitung einer Direktmarketing-Aktion können keine Informationen aus öffentlich zugänglichen Quellen wie Telefonbüchern oder Branchenverzeichnissen herangezogen werden, da diese Quellen nicht für Werbezwecke gebraucht werden dürfen. Adresshändler (sog. Adressverlage oder Listbroker) vermitteln Adressen aus Kundendatenbanken an direktwerbetreibende Unternehmen und generieren Datenbestände nach deren Wünschen, sollten diese noch nicht in dieser Form vorhanden sein. Interne Datenquellen sind die unternehmenseigenen Kundendateien. Die Rückläufer werden in der gleichen Datenbank erfasst und stehen für die weitere Bearbeitung (Nachfassen, Folgeangebote, Reaktivierung) bereit.
So kommt dem Database-Marketing eine wichtige Rolle zu, denn es ist für alle Maßnahmen verantwortlich, die den Aufbau, die Gestaltung sowie den Einsatz und die Pflege einer Datenbank betreffen. Je besser diese Informationen aufbereitet sind, desto treffendere Rückschlüsse sind auf das Kauf- und Konsumverhalten möglich. Ziel ist es zum einen, große und kostenintensive Streuverluste bei der Ansprache zu vermeiden, zum anderen, die richtigen Kunden für die Aktion aus der Datenbank zu selektieren.
Mit Hilfe des Database-Marketing wird so die Marktsegmentierung in konkrete Aktionen umgesetzt. Wichtig ist dabei die ständige Pflege der Datenbank, denn die Auswertung der Rückläufer aus den Aktionen sowie anderer interner Datenquellen wie z. B. das Außendienstbericht-System und Verkaufsstatistiken lassen mit der Zeit immer bessere Vorhersagen über die Erfolgsaussichten der einzelnen Instrumente des Marketing-Mix für das betreffende Unternehmen zu.

## Planung einer Direktmarketing-Kampagne
Im Rahmen der Planung einer Direktmarketing-Kampagne gibt es ein Gerüst, an das man sich halten kann. Es umfasst acht Schritte, die in der Planung berücksichtigt werden sollten.
1. Situationsanalyse
- Wo steht mein Unternehmen?
- Welchen Marktanteil habe ich?
- Was kann ich bieten?
- Was verlangen/suchen meine Kunden?
- Was bietet der Wettbewerb?
- Wie komme ich zu neuen Adressen?

2. Zielfestlegung
- Zielinhalt: Was soll mit der Kampagne erreicht werden? Wer soll angesprochen werden?
- Zielfristigkeit: In welchem Zeitraum soll die Kampagne stattfinden?
- Zielgruppe: Wer soll erreicht werden?
- Zielerreichung: Was soll erreicht werden? (Absatz? Gewinn?, etc.)
- Zielmarkt: Auf welchem Markt will man aktiv werden?
- Zielbudget: Welches Budget steht zur Verfügung und wozu werden diese Ressourcen eingesetzt?

3. Strategiebestimmung
- Marktentwicklungsstrategie
- Marktdurchdringungsstrategie (auch Penetrationsstrategie)
- Produktentwicklungsstrategie
- (Diversifikationsstrategie)

4. Kommunikationsplanung
- Einstufige Kampagne
- Mehrstufige Kampagne
- Ablaufplan der Kommunikation

5. Realisationsplanung (Grobplanung)
- Grobe Planung des Ablaufs. (z. B.: Einholung v. Angeboten, Auftragserteilung, Adressbestellung, Satz/Reinzeichnung, Druckfreigabe, Adresskauf, Lettershop, Posteingang beim Kunden, Response), E-Mail-Adressen generieren

6. Terminplanung (Feinplanung)
- Ablaufplan und Terminierung der einzelnen Schritte aus der Realisationsplanung

7. Budgetplanung
- Kostenaufstellung

8. Kontrolle
- Responsequote = Reaktionen ÷ Aussendungen
- Cost per interest (CPI) = Gesamtkosten ÷ Interessenten
- Cost per order (CPO) = Gesamtkosten ÷ Aufträge
- Break-even Point (BEP) = Werbekosten pro 1.000 Sendungen ÷ (Verkaufspreis − Stückkosten) × 100
- Break-even Point (BEP) = Werbekosten pro Stk. ÷ Deckungsbeitrag pro Auftrag

## Werbliche Ausprägungen des Direktmarketings
Werbeaktionen im Direktmarketing können in verschiedenen Formen durchgeführt werden. Dabei unterteilt man diese in einstufige oder mehrstufige Aktionen. Relevant ist dabei die Anzahl der vorgenommenen Kundenkontakte. Dabei ist es irrelevant, ob diese Kontakte in schriftlicher, telefonischer oder sonstiger Art vorgenommen werden. Auch ein Mix dieser Kommunikationsformen ist möglich.
Ob eine Aktion ein- oder mehrstufig durchgeführt wird, kann dabei von mehreren Faktoren abhängen:
- Art des Produkts
- Preis des Produkts
- Auflage der Werbeaktion
- Kosten je Kontakt
- Kommunikationsmöglichkeiten des Werbetreibenden
- Werbeziel
- Break-even

### Einstufige Direktmarketing-Aktion
1. Adressselektion
2. Mailing mit Produktinformation
3. Abwarten der Bestellungen

### Mehrstufige Direktmarketing-Aktion
1. Adressselektion
2. Anruf zur Adressqualifikation und weitere Vorselektion
3. Mailing mit Produktinformation
4. Anruf zur Bedarfserfassung
5. Mailing mit Vorteilsangebot (individualisiert)
6. Anruf zur Terminvereinbarung oder Bestellannahme

## Bewertung des Direktmarketings

### Stärken
Die zentrale Stärke des Direktmarketing liegt in seiner Messbarkeit. Durch die Verwendung von Werbecodes oder den direkten Abgleich der beworbenen Personen mit den Werbereagierern lassen sich Kosten und Nutzen von Direktwerbeaktionen direkt miteinander ins Verhältnis setzen. Aus dieser direkten Messbarkeit folgt die Möglichkeit, Direktwerbeaktionen anhand von „harten“ Kennzahlen zu bewerten. Ebenfalls direkte Folge dieser Eigenschaft ist die Möglichkeit, Direktmarketingkampagnen anhand von Tests zu optimieren.
Je nach Kriterium lassen sich die einzelnen Kunden von einem „Starkunden“ bis zu einem „Verzichtskunden“ unterscheiden. Durch die Möglichkeit der Unterscheidung kann man eine Werbemaßnahme für jeden Kunden individuell gestalten. So rechtfertigt ein „Starkunde“, der ein hohes Umsatz- und Gewinnpotenzial sowie beste Wachstumsaussichten aufweist, einen hohen Marketing-Aufwand. Dies drückt sich z. B. in Form von intensiver Kundenbetreuung – vor, beim und nach dem Kauf –, bevorzugter Lieferung oder Berücksichtigung von Sonderwünschen aus.
Einen sogenannten „Verzichtskunden“, der durch ein geringes Umsatzpotenzial und geringe Wachstumsaussichten gekennzeichnet ist, sollte man besser aufgeben, da er meist schon einen negativen Deckungsbeitrag aufweist. Diese Differenzierung und Selektion der Kunden ist einer der Erfolgsfaktoren des Database-Marketings.
Weiterhin werden Kundenbeziehungen aufgebaut, welche zu einer Kundentreue und letztlich zu einer engen Kundenbindung führen sollen. Stammkunden erwirtschaften nach wie vor die meisten Umsätze. So ist es bis zu siebenmal leichter (bzw. billiger), einen Stammkunden zum Kauf zu bewegen, als einen neuen Kunden für sich zu gewinnen. Daher hat das Direktmarketing nicht nur für die Gewinnung von Neukunden Vorteile, sondern dient vor allem dem Ziel Stammkunden eng an das Unternehmen zu binden.
Diese Kundennähe und die Kundenzufriedenheit haben weiterhin positive Abstrahlungseffekte auf dem Markt. Vor allem mit der Direct-Response-Werbung ist es möglich, neue Zielgruppen zu erschließen, da der Empfänger einer Werbebotschaft sein Interesse damit bekundet, dass er auf die Werbebotschaft reagiert. Die dadurch gewonnenen Daten können wiederum in weiteren Aktionen verwendet werden, um Werbemaßnahmen individueller zu gestalten.
Durch die Übersättigung des Verbrauchers mit Massenwerbung führen immer weniger Werbeaktionen zu dem gewünschten Erfolg. Dagegen vermindert die individuelle Kontaktansprache insbesondere die Streuverluste der eingesetzten Werbemittel und führt somit zu einer Gewinnverbesserung aufgrund der Kostensenkungspotenziale. Das Direktmarketing erlaubt also einen effizienten Einsatz der finanziellen Mittel.

### Schwächen
Das Direktmarketing hat jedoch auch seine juristischen und betriebswirtschaftlichen Grenzen. Es hat gegenüber den klassischen Werbemedien eine relativ kurze Laufzeit.
Es muss auch darauf geachtet werden, dass der Dialog mit dem Kunden nicht mechanisch wird, sondern sollte auf die speziellen Bedürfnisse zugeschnitten sein. Dieser Dialog ist – je individueller er auf den einzelnen Kunden zugeschnitten ist – entsprechend kostenintensiv. Zudem entstehen Kosten bei der Datengewinnung sowie dem Aufbau und der Pflege der entsprechenden Datenbanken. Dies alles muss durch den entsprechenden Ertrag, den der Kunde bringt, gerechtfertigt sein.
Weiterhin ist das Wesen des Direktmarketings immer mit einem belästigenden Element verbunden. Dies kann je nach Intensität der Werbung zu einer unzumutbaren Beeinträchtigung der Privatsphäre des Umworbenen führen. Gegen diese steigende Intensität der Direktwerbung wehren sich immer mehr Empfänger durch Anbringen des Aufklebers „Keine Werbung“ am Briefkasten und Eintragen in die Robinsonliste. Kämpfen mehrere Unternehmen um einen kleinen Kundenkreis, kann der Umworbene zum Teil mit einer unzumutbaren Menge an Werbung zugeschüttet werden. Das Marketingmanagement ist hier gefordert, eine ausgewogene Balance zwischen Anfragefrequenz und Unternehmensimage zu finden.
Grundsätzlich sorgt die Rechtsprechung in Deutschland für einen relativ hohen Verbraucherschutz, da sie der Privatsphäre Vorrang vor dem Gewinnstreben eines Unternehmens gibt. Bislang waren sogenannte Kaltanrufe nur bei Privatpersonen gesetzlich untersagt. Grundsätzlich gilt das Verbot der Belästigung durch Telefonwerbung jedoch auch für Anrufe unter Gewerbetreibenden. Nach einer Entscheidung des OLG Frankfurt vom 24. Juli 2003 (6 U 36/03) sind sogenannte „Kaltanrufe“ um Neukunden zu gewinnen wegen Kundenfangs durch Belästigung nach § 1 UWG a. F. (jetzt § 3 UWG) verboten. Auch der BGH verbietet Kaltanrufe bei Gewerbetreibenden in seinem Urteil vom 16. November 2006 (Az.: I ZR 191/03).
In der Rechtsprechung sind Ausnahmen nur dann zugelassen, wenn der Angesprochene den Anruf selbst nachgefragt hat oder wenn berechtigter Anlass zu der Annahme besteht, der Angerufene sei mit dem Anruf uneingeschränkt einverstanden. Dies wird regelmäßig nur bei ständigen Geschäftsbeziehungen angenommen. Insbesondere tritt die geltende Rechtsprechung dem Argument entgegen, dass der Eintrag eines Unternehmens in die Gelben Seiten ein Interesse an Angeboten annehmen lasse.

## Direktmarketing-Verbände
- Deutscher Dialogmarketing Verband
- Schweizer Dialogmarketing Verband
- Dialog Marketing Verband Österreich

## Messen
Eine der führenden Messen auf dem Gebiet des Direktmarketing sind die Mailingtage, die seit 2000 jedes Jahr im CongressCenter Nürnberg stattfinden. 2008 wurden insgesamt über 7000 Messebesucher, Kongress- und Workshopteilnehmer gezählt. Weitere Messen sind die Contact Center World CCW in Berlin mit 7600 Besuchern 2014 sowie der Fachkongress 'Erfolgreiches Contactcenter' in CPH Hanau mit 250 Teilnehmern 2014.